# Фрумкин, Гешель
Фрумкин Гешель (Соломон)  (1896, Бобруйск, Минская губерния — 11 апреля 1974, Израиль) — общественный и государственный деятель. Один из основателей Общего профсоюза. Депутат Кнессета. Член Комиссии кнессета по экономике. Редактор журнала «Экономический квартал».

## Биография
Получил традиционное еврейское образование в хедере и иешиве. В молодом возрасте вступил в движение социалистического сионизма. Активно участвовал в движении «Цеирей-Цион» и «Хе-Халуц» в Российской империи и Польше.
В 1920 году эмигрировал в Эрец-Исраэль. Сразу же по приезде работал на прокладывании дорог и состоял в группе Дгания Бет. Был среди основателей и руководитель Ведомства общественных работ (позднее ставшего «Солель-Боне»). Также является одним из основателей Гистадрута (Общего профсоюза), с 1933 член исполнительного комитета Гистадрута и заведующий его экономическим отделом. Один из основателей Школы активистов Гистадрута.
Фрумкин писал регулярно статьи, посвящённые вопросам экономики в газете «Давар». С 1940 года член совета директоров Банка Апоалим. Кроме того, он был одним из инициаторов и руководителей «Кофер ха-йешув».
Фрумкин был избран депутатом Кнессета 1-го созыва от партии МАПАЙ, состоял членом финансовой комиссии. В 1953 основал журнал «Экономический квартал» и служил его редактором в период с 1953 по 1974 год.

## Сочинения
- «Га-технун калкалит» («Планирование экономики», 1943);
- «Алия вэ питуах бадерех лэмдина» («Алия и развитие на пути к государству», 1971).